# Miss America

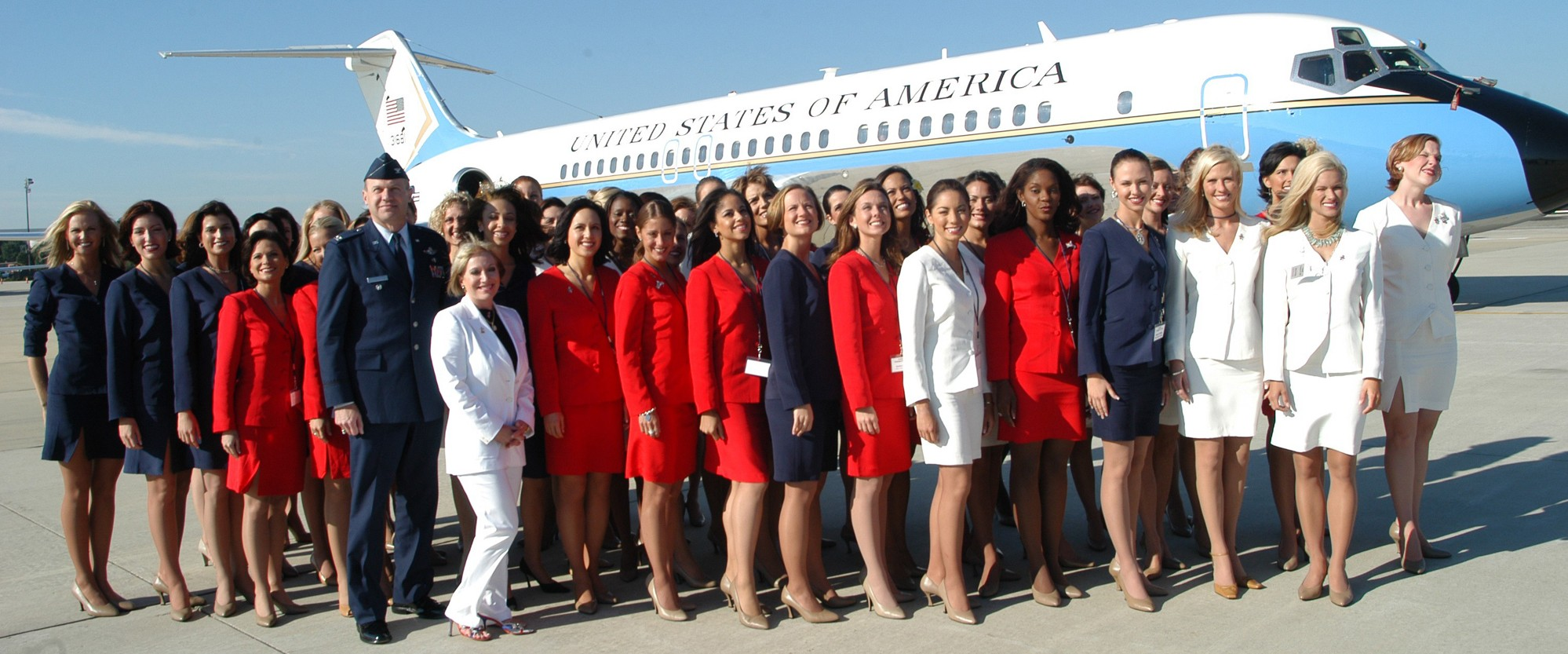
Miss America deelneemsters bezoeken Andrews Air Force Base in 2003

De Miss America-verkiezing is een wedstrijd waarbij een studiebeurs wordt toegekend aan een jonge vrouw uit de Verenigde Staten. De wedstrijd bestaat sinds 1921. Deelneemsters  zijn uitsluitend afkomstig uit de 50 staten van de Verenigde Staten, inclusief de Amerikaanse Maagdeneilanden en Washington D.C., de winnares mag gedurende een jaar de titel van "Miss America"  dragen.

## Achtergrond

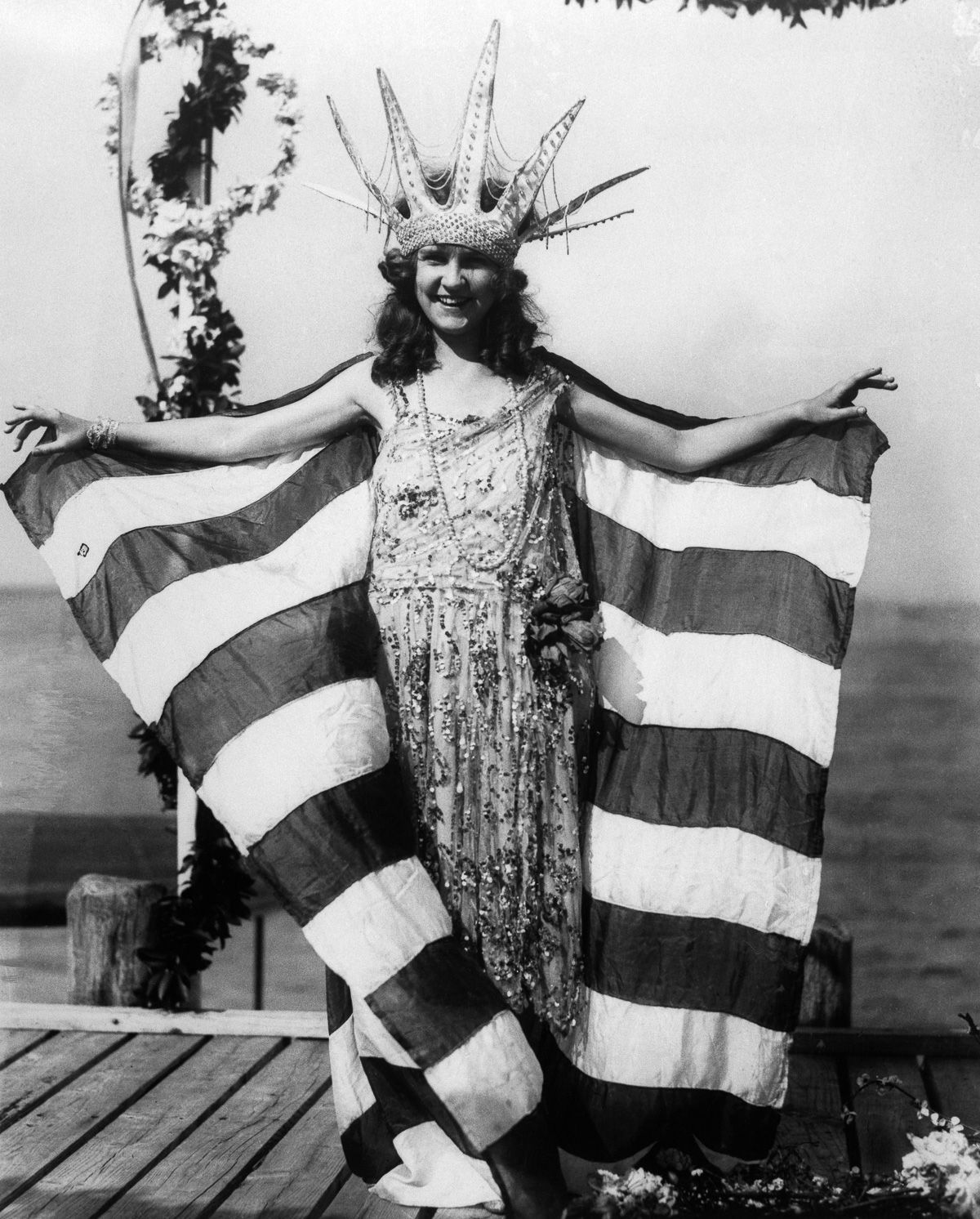
Margaret Gorman, de winnares van de eerste Miss America-verkiezing

De wedstrijd begon oorspronkelijk als een schoonheidswedstrijd, maar probeert die term tegenwoordig te vermijden daar de schoonheidswedstrijd zelf nog maar voor 35 procent meetelt in de totaalbeoordeling.
Per staat mag een deelneemster meedoen met de verkiezingen. Deze deelnemer wordt verkozen bij een kleinere verkiezing binnen de staat zelf. De wedstrijd vond oorspronkelijk altijd plaats in september in Atlantic City (New Jersey). In januari 2006 verhuisde de wedstrijd naar Las Vegas (Nevada).

## Wedstrijd
De nieuwe Miss America wordt gekozen door verschillende jury’s, gebaseerd op vijf onderdelen:
1. Private-interview: hierin praat elk van de deelneemsters individueel met de jury over een aantal onderwerpen. Dat kan variëren van triviale feiten tot serieuze politieke en sociale onderwerpen. De deelneemsters krijgen punten voor hun houding, gedrag en zelfverzekerdheid. Dit onderdeel is het minst bekende onderdeel van de wedstrijd daar er geen publiek bij betrokken is. Het interview telt voor 25% mee in de eindbeoordeling.
2. Talent: hierbij voeren de deelneemsters een act op voor een live-publiek. Wat de act inhoudt mogen de deelnemers zelf bepalen, maar zingen en dansen komen het vaakst voor. Dit onderdeel telt voor 35% mee in de beoordeling.
3. Lifestyle & Fitness in Swimsuit: hierin lopen de deelneemsters in badpak het toneel op om te worden beoordeeld op uiterlijk, postuur en fysieke gezondheid. Voorheen moesten alle deelneemsters hetzelfde model badpak dragen, maar sinds kort zijn deelnemers vrij in hun keuze wat ze aantrekken. Dit onderdeel telt voor 15% mee in de eindscore.
4. Evening Wear: in dit onderdeel worden deelneemsters beoordeeld op hun houding terwijl ze over het toneel lopen. Dit onderdeel telt voor 20 % mee.
5. Onstage Question: tijdens de Evening Wear-wedstrijd krijgen de deelneemsters een aantal willekeurige vragen om te beantwoorden. Deze worden gesteld vanaf een vooraf samengestelde lijst. Deze vragen moeten ze op het toneel, zonder enige vorm van voorbereiding, beantwoorden. Dit onderdeel telt voor 5% mee in de eindbeoordeling.

In 2003 werd nog een extra onderdeel toegevoegd genaamd de "casual wear". Deze werd in 2006 alweer opgeheven.